# إيفيلين ويست
إيفيلين ويست (بالإنجليزية: Evelyn West)‏ هي ممثلة أمريكية، ولدت في 30 يناير 1921 في مقاطعة أدير في الولايات المتحدة، وتوفيت في 14 نوفمبر 2004 في هوليوود في الولايات المتحدة.

## وصلات خارجية
- إيفيلين ويست على موقع IMDb (الإنجليزية)